# زمین‌لرزه پاپوآ گینه نو ۲۰۲۲
در ۱۱ سپتامبر ۲۰۲۲، زمین لرزه ای به بزرگی ۷٫۶ یا ۷٫۷ در پاپوآ گینه نو، بخش شمالی استان موروبه را لرزاند. کانون زمین‌لرزه گسل طبیعی در عمق ۹۰ کیلومتر (۵۶ مایل) زیر رشته‌کوه فینیستر رخ داده‌است. حداکثر مقیاس شدت مرکالی درک شده VIII (شدید) برآورد شد. لرزش به‌طور گسترده در سراسر کشور و حتی در کشور همسایه، اندونزی، احساس شد. در این زمین‌لرزه دست‌کم هفت نفر جان باخته، ۲۴ نفر مجروح و تعدادی نیز به دلیل رانش زمین مفقود شدند. این قوی‌ترین زمین لرزه ای است که از سال ۲۰۰۲ در این کشور رخ داده‌است.

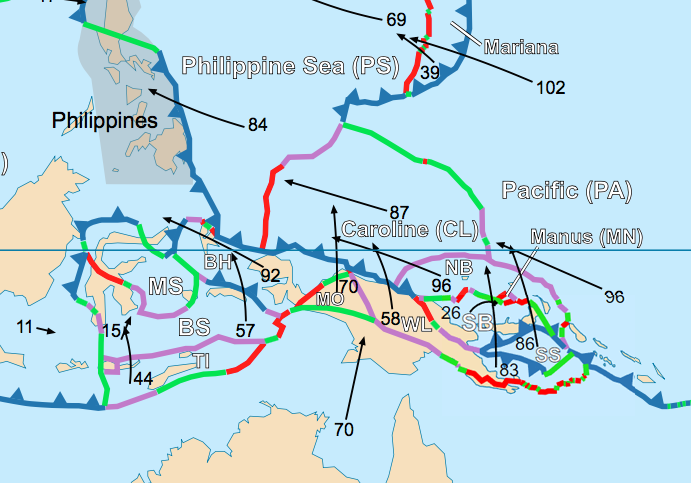
نقشه تکتونیک منطقه گینه نو

سازمان زمین‌شناسی آمریکا شدت این زمین لرزه را ۷٫۶ در مقیاس بزرگی گشتاور فاز W (M) و در عمق ۹۰ کیلومتر (۵۶ مایل) گزارش نمود در حالی که مرکز لرزه‌نگاری اروپا-مدیترانه عمق کانون زمین‌لرزه را ۸۰ کیلومتر (۵۰ مایل) اعلام نمود.

## خسارت‌ها

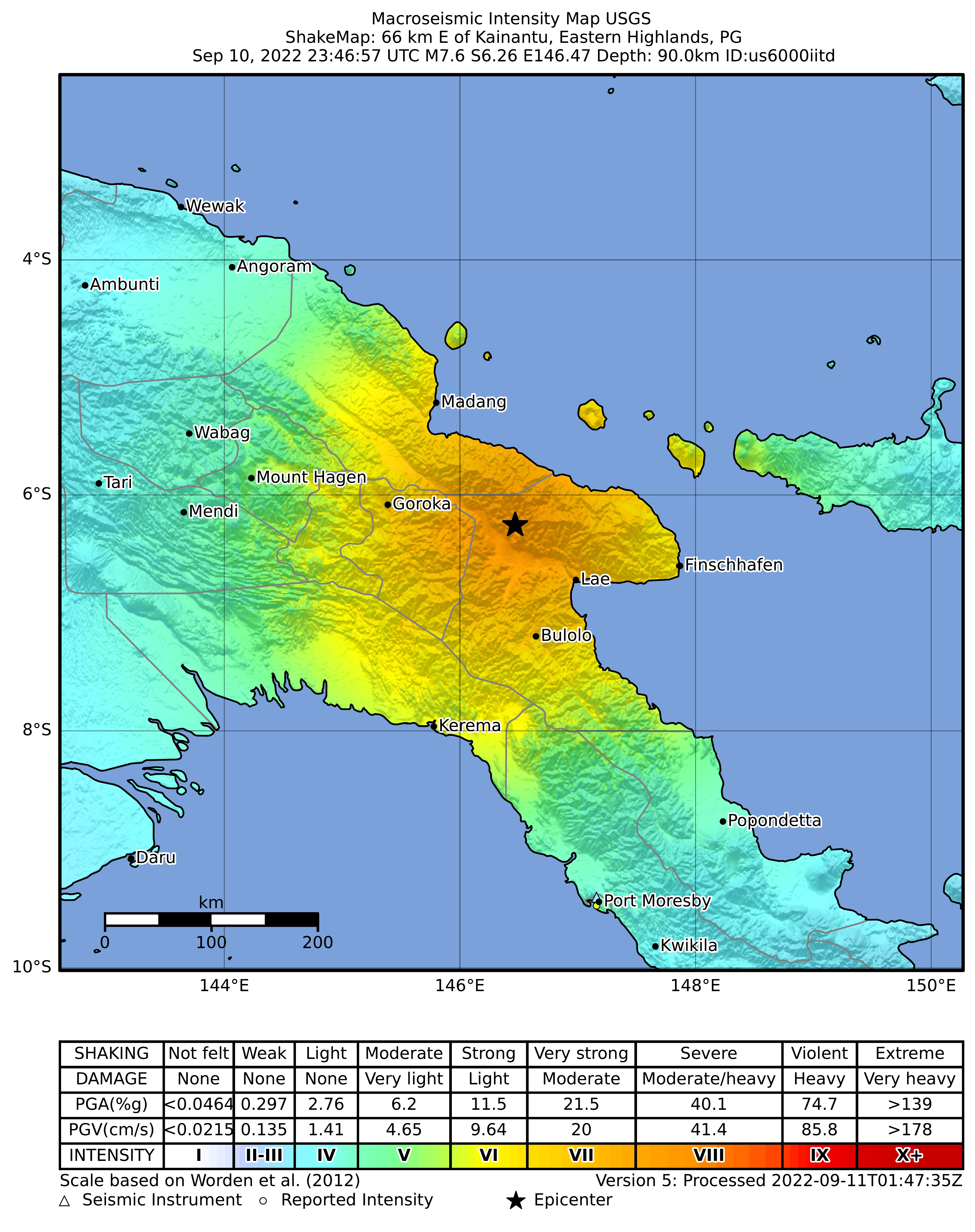
نقشه قدرت و گستردگی لرزش ایجاد شده توسط USGS

در پی این زمین‌لرزه دست‌کم هفت نفر کشته و ۲۴ نفر مجروح شدند، اگرچه انتظار می‌رود تعداد کشته‌ها افزایش یابد. نخست‌وزیر جیمز ماراپه اظهار داشت که میزان تخریب و تلفات ناشناخته است و چندین منطقه تحت تأثیر این حادثه قرار گرفته‌اند. به گفته کیسی ساوانگ، یک سیاستمدار محلی، تلفات جدی و بالقوه بیشتری در شهرک‌های اطراف رشته کوه فینیستر و در امتداد ساحل وجود دارد. وی افزود که بسیاری از مردم و خانه‌ها در اثر رانش زمین ناپدید شده‌اند. یکی از مقامات پورت مورزبی، پایتخت این کشور، گفت که خسارت احتمالی زمین‌لرزه‌ای به این بزرگی قابل توجه است. سه مورد مرگ در وآو، پاپوآ گینه نو، یک شهر معدن طلا گزارش شده‌است. چارلی ماسانژ، مدیر بلایای طبیعی استان موروبه از جراحات ناشی از فروریختن سازه‌ها و آوارها را گزارش داده. تأسیسات پزشکی، خانه‌ها، جاده‌ها و بزرگراه‌های اصلی آسیب دیدند. یک نفر در منطقه ساحلی رای بر اثر رانش زمین کشته شد. در منطقه کابووم سه نفر کشته و تعداد زیادی زخمی شدند. ساختمان‌ها در این ناحیه فرو ریخته و برخی از بازماندگان با هواپیما منتقل شدند. مقامات گفتند که معدنچیان بر اثر رانش زمین در استان لائه در زیر زمین مدفون شده‌اند.